# 마이 튜터
《마이 튜터》(My Tutor)는 미국에서 제작된 조지 보월즈 감독의 1983년 코미디, 드라마 영화이다. 이 영화는 대학에 들어가기 전 여름 방학 기간 중에 처녀성을 잃기를 시도하는 고등학교 졸업생들에 초점을 둔다. 캐런 카야 등이 주연으로 출연하였고 마릴린 제이콥스 텐저 등이 제작에 참여하였다.

## 출연

### 주연
- 캐런 카야
- 매트 라탄지
- 케빈 매카시

### 조연
- 암버 데니스 오스틴
- 브루스 바우어
- 클락 브랜든
- 크리스핀 글로버
- 알린 글렌카